# Héctor Gutiérrez Pabón
Héctor Luis Gutiérrez Pabón (Cáqueza, Cundinamarca, 17 de mayo de 1937-Bogotá, 2 de diciembre de 2024)  fue un eclesiástico colombiano miembro de la Iglesia católica, que ofició como obispo auxiliar de Cali y obispo de Chiquinquira.
Fue el 1° Obispo de Engativá desde el 6 de agosto de 2003 al 26 de junio de 2015.

## Vida y obra
Nació en Cáqueza (Cundinamarca) el 17 de mayo de 1937. Se graduó como licenciado en Medios de Comunicación Social de la Pontificia Universidad Javeriana de Bogotá en 1973, obteniendo además una maestría en producción de cine y televisión de la Universidad Loyola Marymount de Los Ángeles, California, en 1974. Asimismo, en 1982 recibió la licencia en Moral de la Información de la Universidad Gregoriana de Roma.
Fue ordenado sacerdote para la arquidiócesis de Bogotá el 22 de septiembre de 1962. Desde entonces se desempeñó como superior de Pre–Seminario (1963-1972), párroco de la iglesia de los Santos Ángeles Custodios (1975-1980), formador y ecónomo del Seminario Mayor de la arquidiócesis de Bogotá (1982-1987) y fue director del programa de la Conferencia Episcopal de Colombia “La Voz del Papa” desde 1982.
Simultáneamente a estos servicios pastorales, se desempeñó como director de la oficina de Medios de Comunicación Social en la arquidiócesis de Bogotá y en el Episcopado Colombiano (1975-1978), profesor de Ética de la Comunicación Social en la Pontificia Universidad Javeriana, profesor de Moral y Medios de Comunicación Social en la Universidad de San Buenaventura, capellán para los alumnos católicos del Colegio Andino en la ciudad de Bogotá, director de la oficina de prensa con ocasión de la visita del papa Juan Pablo II a Colombia en 1986, y como jefe de prensa de la visita del papa Juan Pablo II a Santo Domingo, en ocasión de los 500 años de la evangelización y de la realización de la Cuarta Conferencia del Episcopado Latinoamericano.
El 2 de diciembre de 2024, falleció a los 87 años en Bogotá.

## Episcopado
El 17 de febrero de 1987, Juan Pablo II lo designó obispo titular de Sergia y auxiliar de la arquidiócesis de Cali. Recibió la consagración episcopal en la Catedral Basílica Metropolitana y Primada de Bogotá, el 25 de marzo de 1987. El 2 de febrero de 1998, fue designado por Juan Pablo II obispo residencial de la diócesis de Chiquinquirá, tomando posesión el 15 de marzo de 1998 y el 6 de agosto de 2003 según bula Cum primus praeficiendus es nombrado obispo de la diócesis de Engativá, tomando posesión el 21 de septiembre de 2003, siendo nuncio apostólico monseñor Beniamino Stella.
Por su gran desempeño en los medios de comunión social, fue el presidente de la Comisión de Comunicaciones Sociales para América Latina, el Caribe y las Antillas del CELAM durante el periodo 2010-2011 y presidente de la Comisión de la Pastoral de Comunicaciones de la Conferencia Episcopal de Colombia, como así también miembro del Pontificio Consejo de las Comunicaciones Sociales desde el 5 de enero de 2010, fecha en que fue nombrado por el papa Benedicto XVI.
Al cumplir los 75 años de edad, presentó su renuncia a la Santa Sede como obispo de su diócesis. 
El 26 de junio de 2015 fue aceptada su renuncia presentada ante al gobierno de la diócesis de Engativa, mediante el siguiente comunicado emanado desde la oficina de prensa de la Santa Sede: «El Santo Padre el papa Francisco ha aceptado la renuncia al gobierno pastoral de la diócesis de Engativá (Colombia), presentada por Mons. Héctor Luis Gutiérrez Pabón, de acuerdo con el can. 401 § 1 del Código de Derecho Canónico". Agrega además el comunicado: "El Santo Padre el papa Francisco ha nombrado II Obispo de Engativá a: SE Mons. Francisco Antonio Nieto Súa, hasta ahora obispo de San José del Guaviare. Monseñor Héctor Gutiérrez será desde el día 26 de junio administrador apostólico en "Sede Vacante" hasta la toma de posesión del nuevo obispo diocesano.» 
Habiéndose efectivizado la renuncia y nombrado el nuevo obispo, monseñor Héctor Gutiérrez pasó a ser el primer obispo emérito de Engativá.
| Predecesor: Edward Thomas Hughes          | Obispo Titular de Segia 13 de febrero de 1987 - 2 de febrero de 1998 | Sucesor: Rafael Bello Ruiz            |
| Predecesor: Darío de Jesús Monsalve Mejía | Obispo Auxiliar de Cali 13 de febrero de 1987 - 2 de febrero de 1998 | Sucesor: Julio Hernando García Peláez |
| Predecesor: Álvaro Raúl Jarro Tobos       | Obispo de Chiquinquirá 2 de febrero de 1998 - 6 de agosto de 2003    | Sucesor: Luis Felipe Sánchez Aponte   |
| Predecesor: Primero en el cargo           | Obispo de Engativá 6 de agosto de 2003 - 26 de junio de 2015         | Sucesor: Francisco Antonio Nieto Súa  |